# Пожар в кафе «Полигон»
Пожар в кафе «Полигон» — пожар в российском городе Костроме, произошедший в ночь на 5 ноября 2022 года.

## Ход событий
В ночь на 5 ноября 2022 года планировалось, что ночное кафе (клуб) «Полигон» будет работать до пяти часов утра: о продолжительных вечеринках в пятницу и субботу объявили на странице клуба в социальных сетях.
Здание загорелось в половине третьего ночи. Пламя распространилось на 3500 квадратных метров, кровля полностью обрушилась. Для тушения пожара задействовали более 50 специалистов на двух десятках спецавтомобилей.
Из ресторана эвакуировали 250 человек, ещё 15 вывели из ближайшего многоэтажного дома из-за обширного задымления. К половине пятого возгорание удалось локализовать, через три часа ликвидировали открытое пламя.

## Обстоятельства
Причиной трагедии в «Полигоне», предварительно, стала запущенная внутри охотничья пиротехника: один из посетителей во время массового конфликта выстрелил в потолок из ракетницы и сбежал. Подозреваемым является 23-летний российский военнослужащий из войсковой части Костромского территориального гарнизона, комиссованный по ранению, полученному в ходе вторжения России на Украину.
По предварительным данным, известно, что в нарушение норм противопожарной безопасности большинство аварийных выходов из клуба было заблокировано, из-за чего быстрая эвакуация была невозможна. Это привело к давке и панике среди посетителей, а прибывшие для спасения пожарные были вынуждены выламывать двери. Также, по свидетельствам очевидцев, пожарная сигнализация не среагировала на начавшееся возгорание. Как позднее сообщили экстренные службы, тела погибших, в основном, были найдены в курилке, подсобном помещении и около туалетов.
Пожар в кафе «Полигон» некоторые уже успели сравнить с пожарами в ночном клубе «Хромая лошадь» в Перми в 2009 году и в торгово-развлекательном комплексе «Зимняя вишня» в 2018 году в Кемерове, которые стали самыми резонансными в современной истории России. Тем не менее, эксперты призвали не сравнивать пожар в Костроме с пожаром в «Хромой лошади» или «Зимней вишне», так как у трагедии в Костроме есть свои принципиальные особенности, которые дают основание не делать прямых сравнений с этими происшествиями.

## Пострадавшие и погибшие
В результате пожара 13 человек погибли, 9 — получили травмы, ещё 4 — числятся пропавшими без вести.

## Расследование
Следственное управление СК РФ по Костромской области возбудило два уголовных дела: по части 3 статья 109 УК РФ («Причинение смерти по неосторожности двум или более лицам») и по части 3 статьи 238 УК РФ («Оказание услуг, не отвечающих требованиям безопасности, повлекших смерть двух и более лиц»). Следственный комитет РФ также проводит проверку на предмет возможного бездействия контролирующих органов Костромской области. Подозреваемый в использовании пиротехники и директор кафе были задержаны и арестованы.
Было установлено, что владельцем кафе является депутат Костромской областной думы от фракции «Единая Россия» Ихтияр Илдыр оглы Мирзоев. По сведениям, сообщённым МЧС России, в течение нескольких лет сгоревшее кафе избегало противопожарных проверок.
Председатель Следственного комитета РФ Александр Бастрыкин поручил изъять и передать в Главное следственное управление СК России уголовные дела, возбуждённые по факту пожара в кафе «Полигон» в городе Костроме.

## Реакция
Президент Беларуси Александр Лукашенко направил Владимиру Путину соболезнование в связи с трагической гибелью людей в результате пожара в кафе «Полигон», об этом сообщила в субботу пресс-служба белорусского президента.
Администрация Костромской области объявила 7 ноября днём траура по погибшим при пожаре в кафе.

## Видео
- Обзор происшедшего телеканалом МИР 24
- Обзор происшедшего телеканалом Дождь
- Интервью со смелым ювелиром Андреем Кузьминым на канале издательского дома «Комсомольская правда»